# Maß für Maß
Maß für Maß (frühneuenglisch Measure, for Measure) ist eine Komödie von William Shakespeare. Sie zählt zu den so genannten „Problemstücken“ aus Shakespeares Werk und wurde vermutlich 1603/04 verfasst. Als Vorlage nutzte Shakespeare verschiedene Elemente aus einer Erzählung in der Novellensammlung Hecatommithi (1565) von Giovanni Battista Giraldo Cint(h)io oder einer Dramatisierung dieser Geschichte durch Cintio selbst, Epitia (gedruckt 1583), sowie aus der auf Cintios Werk aufbauenden zweiteiligen Komödie Promos and Cassandra (1578) von George Whetstone.

## Handlung

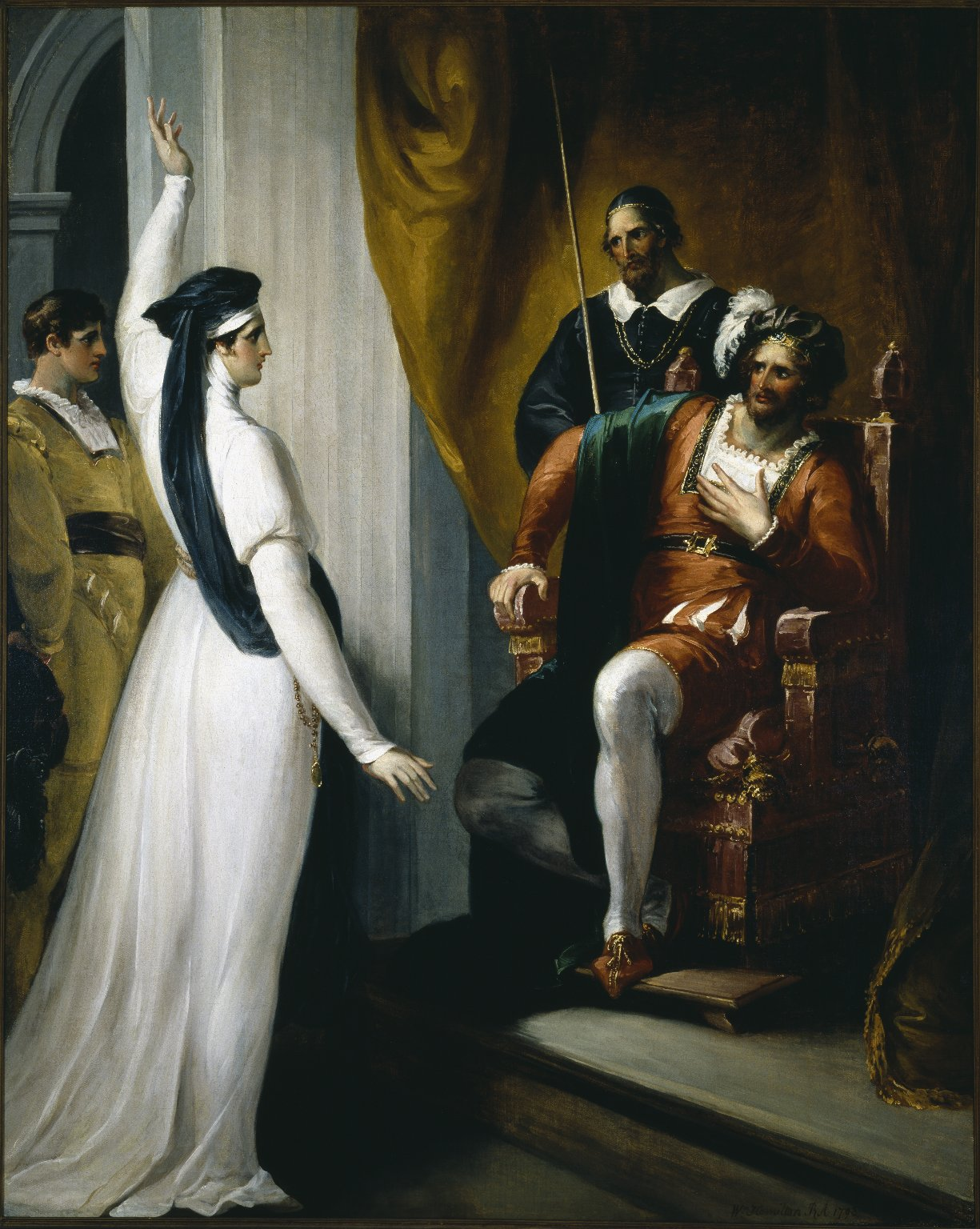
Isabela bittet Angelo um Gnade für ihren Bruder, Ölgemälde von William Hamilton nach Akt II, Szene 2 (1793)

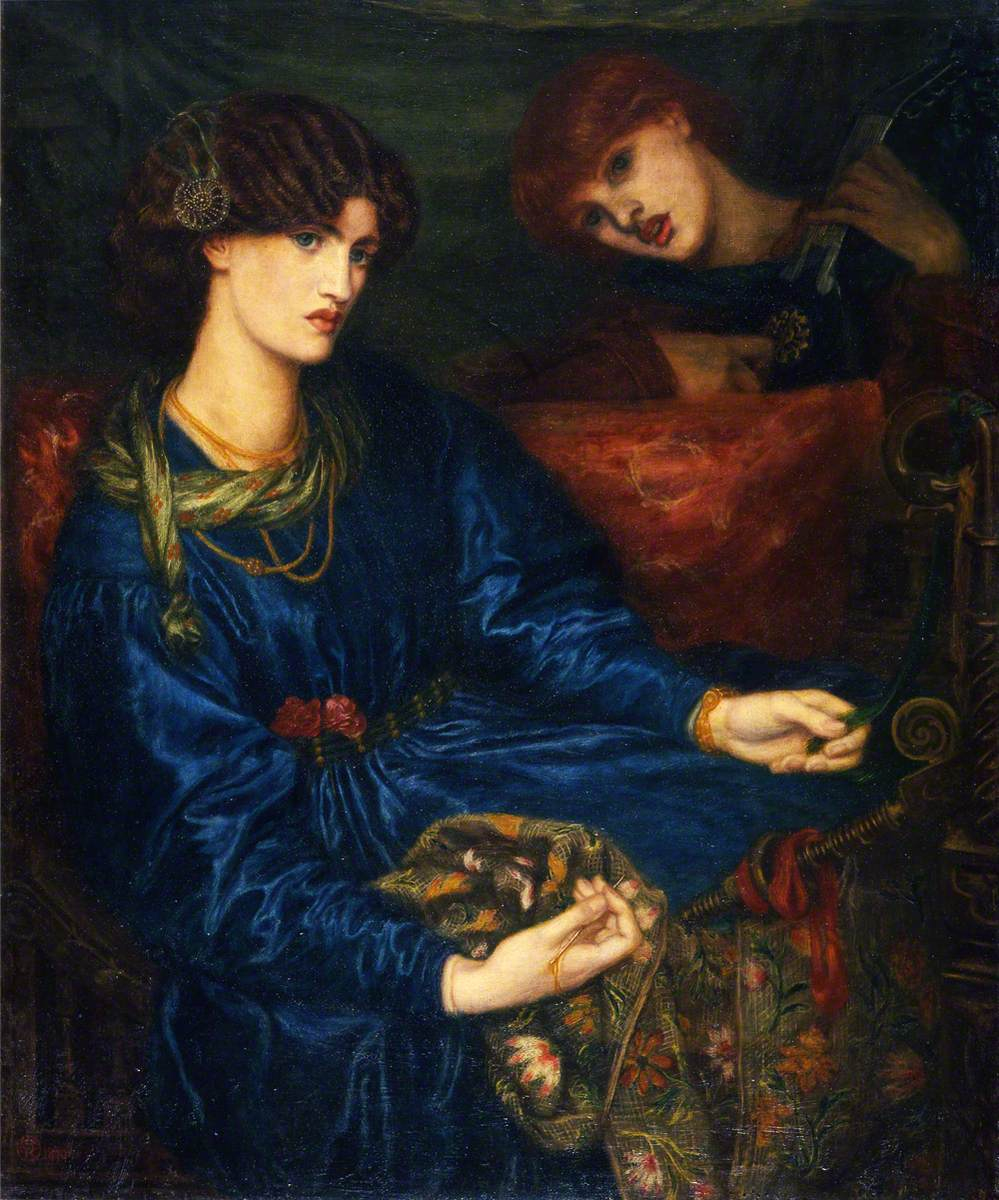
Mariana in Measure for Measure, Ölgemälde von Dante Gabriel Rossetti (1870)

Dem Herzog Vincentio sind die Gesetze in Wien zu oft übertreten worden. Um dem allgemeinen Sittenverfall Einhalt zu gebieten, den er durch seine eigene Milde in der Rechtsprechung mitverschuldet zu haben glaubt, setzt er Angelo als Statthalter ein, der die bis dahin allzu liberal angewandten Gesetze durchsetzen soll. Vincentio verlässt scheinbar die Stadt, tatsächlich aber verkleidet er sich als Mönch, um Angelo bei seiner Amtsführung zu beobachten. Der vermeintlich gewissenhafte Angelo erweist sich rasch als zu schwach, um den Verlockungen der Macht zu widerstehen. Dies wird deutlich, als er an Claudio, einem jungen Adeligen, ein Exempel statuieren will, weil dieser trotz eines Ehegelöbnisses noch vor der Trauung seine Verlobte Juliet geschwängert hat; Claudio soll vor neun Uhr des nächsten Morgens hingerichtet werden.
Als dessen Schwester Isabella vom Unglück ihres Bruders durch einen Bekannten erfährt, macht sie sich zu Angelo auf, kniet vor ihm nieder und fleht ihn um Gnade für ihren Bruder an. Doch Angelo zeigt zunächst kein Mitgefühl. Er sagt ihr lediglich, sie solle wiederkommen. Sein anschließendes Selbstgespräch offenbart jedoch, dass er sich zu Isabella sexuell hingezogen fühlt und sie begehrt. Als Isabella wieder vor ihm erscheint, macht er ihr das Angebot, ihren Bruder nicht töten zu lassen, falls Isabella sich ihm eine Nacht lang hingebe. Isabella lehnt dieses Angebot empört ab und lässt dem Gesetz den Vorrang.
Unterdessen verfolgt der als Mönch verkleidete Vincentio das Geschehen und eröffnet Isabella seinen Plan: Angelo war einst mit Mariana verlobt, ließ sie jedoch sitzen, da sie ihre Mitgift durch einen Schiffbruch verloren hatte. Isabella soll nun zum Schein auf Angelos Forderung eingehen, ihr Platz soll dann jedoch von Mariana eingenommen werden. Zum Schein vereinbart Isabella daraufhin eine Zusammenkunft mit Angelo und erhält von diesem zwei Schlüssel, um sich mit ihm nachts in seinem Garten zu treffen. Nach dem nächtlichen Platztausch mit Mariana erliegt Angelo der Täuschung und glaubt, dass Isabella sich ihm hingegeben habe. Trotzdem begnadigt er Claudio nicht und will ihn jetzt sogar schon um vier Uhr hinrichten lassen; um fünf Uhr soll ihm nach der Vollstreckung des Todesurteils Claudios Kopf geschickt werden. Doch Claudio wird auf Betreiben Vincentios nicht hingerichtet, und Angelo erhält den Kopf eines Zigeuners, der in der Nacht zuvor im Gefängnis gestorben ist.
Als Vincentio wieder als Herzog seinen Platz einnimmt, klärt sich alles auf. Angelo gesteht in einem Gerichtsverfahren, in dem er selbst vom Herzog als Richter eingesetzt worden ist, sein Verbrechen und erbittet die Todesstrafe. Stattdessen aber begnadigt ihn der Herzog und verurteilt ihn dazu, Mariana zu heiraten. Claudio kommt aus dem Gefängnis frei und heiratet seine Verlobte Juliet. Am Schluss bietet der Herzog Isabella die Heirat an; diese lässt es jedoch offen, ob sie tatsächlich mit ihm die Ehe eingehen wird.

## Literarische Vorlagen und kulturelle Bezüge
Das Motiv des „monstrous ranson“, des Lösegelds der eigenen Keuschheit, das eine Frau für das Leben ihres Mannes oder Bruders entrichten muss, oder aber die Geschichte des erpressten Handels und der Begnadigung gegen Beischlaf mit anschließendem Bruch der Vereinbarung ist ein in der Weltliteratur weit verbreitetes altes Erzählgut. Allein im 16. Jahrhundert existierten sieben dramatische und acht nicht-dramatische Fassungen, die Shakespeare gekannt haben könnte. Als Shakespeares Hauptquellen lassen sich direkt oder indirekt drei Versionen des Stoffes ausmachen: erstens die in Innsbruck spielende Erzählung des wegen Totschlags verurteilten Vico, seiner Schwester Epitia und des kaiserlichen Gouverneurs Juriste, die sich als fünfte Novelle der achten Dekade in der Sammlung Hecatommithi von Giovanni Battista Giraldo Cint(h)io aus dem Jahre 1565 findet; zweitens eine Dramatisierung dieser Geschichte durch Cintio selbst mit dem Titel Epitia, die 1583 gedruckt wurde; und drittens eine zweiteilige Komödie von Shakespeares Zeitgenossen George Whetstone mit dem Titel The Right Excellent and Famous Historye of Promus and Cassandra von 1578. Eine in allen wesentlichen Einzelheiten gleiche Novellenversion dieses Autors liegt auch im Heptameron of Civil Discourse (1582) vor.
Als unmittelbare Vorlage hat Shakespeare vermutlich George Whetstones Promus and Cassandra genutzt; verschiedene Elemente der Handlung, wie beispielsweise den österreichischen Schauplatz, die Figur des Escalus oder des hartgesottenen Verbrechers als Ersatz für den verurteilten Bruder, scheint er zusätzlich Cintios Novellensammlung Hecatommithi entnommen zu haben, auf die bereits Whetstone selbst in seiner Komödie als Quelle zurückgegriffen hatte.
Die dramatische Figur des Herrschers in Verkleidung war eine beliebte Gestalt im frühen jakobäischen Theater und findet sich etwa in Thomas Middletons The Phoenix (um 1603/04), Thomas Dekkers The Honest Whore, Part II oder John Marstons The Malcontent (1604); ihren Ursprung hat sie höchstwahrscheinlich im elisabethanischen Historien-Drama (history plays), so zum Beispiel in Thomas Heywoods The First and Second Parts of King Edward the Fourth (um 1600).
Dieses so genannte Harun-al-Raschid-Motiv der Verstellung des Herrschers als eines einfachen Mannes aus dem Volke tauchte in der Weltliteratur bereits in der Sammlung morgenländischer Erzählungen Tausendundeine Nacht auf, die in der englischen Übersetzung als Arabian Nights erstmals 1706 gedruckt wurde, und war werkhistorisch in Shakespeares Measure for Measure offensichtlich ausgerichtet auf das Interesse des zeitgenössischen Publikums an dem neuen König James I und dessen Wahrnehmung seiner Verantwortung als Herrscher.
Shakespeares wichtigste Änderung gegenüber seinen Quellen und Vorlagen besteht darin, dass Isabella, die als Bittstellerin den Pakt mit dem korrupten Statthalter Angelo schließt, sich diesem durch den bed-trick, den nächtlichen Platztausch, nicht wirklich hingeben muss und daher durchgehend aus einer Position der absoluten Unschuld argumentieren oder agieren kann.
Das Motiv des bed-trick, das Shakespeare auch in All's Well That Ends Well verwendet, war seinerseits nicht nur in der damaligen mündlichen Erzähltradition und der italienischen Novellenliteratur verbreitet, etwa in Giovanni Boccaccios Novellensammlung Decamerone (3. Tag, 9. Geschichte), sondern hatte seine Vorläufer bereits im Alten Testament (Genesis 38) sowie im Amphitruo des römischen Dichters Plautus.

## Deutungsaspekte
Der im Mittelpunkt des Stückes stehende Herzog Vincentio von Vienna ist eine von Shakespeare erfundene fiktive Dramenfigur, die er mit verschiedenen Zügen des elisabethanischen Englands versehen hat. Durch Vincentios Entscheidung, die Herrschaftsgewalt an seinen Stellvertreter Angelo zu übertragen, wird die eigentliche dramatische Handlung ausgelöst, deren aktive Kontrolle Vincentio erst in der Mitte des Geschehens in seiner Verkleidung als Mönch wieder in die Hände nimmt.
Die Delegation der Verantwortung an Angelo mit dem Ziel, der Korruption und dem Sittenverfall in Vienna Einhalt zu gebieten, die Vincentio aufgrund seiner eigenen Milde in der Rechtsprechung mitverschuldet zu haben glaubt, stellt dabei nicht unbedingt einen machiavellistischen Schachzug des Herzogs dar, wie einige Interpreten annehmen. Vielmehr schützt diese Machtübergabe Vincentio als Herrscher vor dem Vorwurf tyrannischer Willkür, dem er möglicherweise ausgesetzt wäre, sollte er seine bisherige neunzehnjährige liberale Regierungs- und Rechtspraxis in ihr Gegenteil verkehren.
Die zwingende Notwendigkeit eines härteren Durchgreifens in der Rechtspraxis wird am Anfang des Dramas durch die verschiedenen Szenen im Bordellmilieu von Mistress Overdone mit ihren Komplizen und Kunden verdeutlicht; allerdings stellt Shakespeare im weiteren Verlauf der Handlung die juristische Schärfe als ein angemessenes Mittel zur Disziplinierung der Sexualität mehrfach in Frage.
Das zweite Motiv Vincentios für die Delegation der Macht besteht neben der Durchsetzung der Gesetze mit der gebotenen Härte in einer Prüfung seines Stellvertreters Angelo, der als tüchtiger und anscheinend leidenschaftsfreier Mann angesehen wird. Dieses Anliegen des Herzogs wird jedoch erst an späterer Stelle im Stück als Handlungsmotiv eingeführt.
Schon die Namensgebung Angelos enthält eine gleichsam symbolhafte ambivalente Bedeutung: Einerseits verweist der Name auf eine nahezu übermenschliche Tugendhaftigkeit und Reinheit des Namensträgers; andererseits bezeichnete der Begriff „angel“ im frühneuenglischen Sprachgebrauch jedoch nicht nur einen Engel, sondern ebenso ein während der Regierungszeit von Eward IV. bis Charles I. gebräuchliches Geldstück, was Shakespeare im weiteren Verlauf des Stückes für Wortspiele über Falschmünzerei nutzt.
In seinem Feldzug gegen die vorherrschende Korruption und Unmoral erweist sich Angelos Vorgehen als wenig geeignet. Während seiner Ermittlungen gegen den Zuhälter Pompey bringt er in seiner Funktion als Richter wenig Geduld auf; die Nachforschungen überlässt er Escalus, um sodann vorschnell den jungen Adeligen Claudio aus Gründen einer allgemeinen Abschreckung und Generalprävention zum Tode zu verurteilen, da dessen Verlobte Juliet ein Kind von ihm erwartet. Er zeigt dabei keinerlei Verständnis dafür, dass das junge Paar nach einer Verschiebung der Zeremonie ihrer Eheschließung wegen einer noch nicht geklärten Mitgiftfrage den Vollzug der ehelichen Gemeinschaft dennoch vorweggenommen hatte, bevor ihre Ehe kirchlich abgesegnet und damit in der Öffentlichkeit als rechtsgültig anerkannt war.
Auf Grundlage der Textangaben ist indes nur schwer auszumachen, inwieweit das heimliche Ehegelöbnis des Paares in einem juristischen Sinne in der damaligen Zeit bereits Rechtsgültigkeit hatte, da Shakespeare hier den Kontext einer langen politischen und theologischen Debatte über die öffentliche Moral in England abruft. Zwischen 1576 und 1638 gab es insgesamt 95 Gesetzesanträge zu dieser Problematik, die vor allem von den Puritanern mit großer Regsamkeit gestellt wurden; während der Herrschaft Oliver Cromwells wurden anschließend 1650 Unzucht, Ehebruch und Inzest zu Kapitalverbrechen erklärt.
Zum Zeitpunkt der Entstehung von Measure for Measure ist Angelos Entscheidung aus der damaligen Einschätzung heraus jedoch offensichtlich als äußerst rigoros einzustufen, zumal sowohl Lucio als auch Provost ihr Mitleid für die Verurteilten bekunden. Angelo dagegen betont auf einen Einwand von Escalus hin, er würde sich selbst in einem vergleichbaren Fall zum Tode verurteilen; wie der weitere Verlauf der Handlung den Zuschauern vor Augen führt, setzt Shakespeare damit unverkennbar in massiver Form das Mittel der dramatischen Ironie ein.
Die körperfeindliche Rationalität und Buchstabentreue Angelos gegenüber dem Gesetz, zu dessen milder Auslegung er von dem Herzog zuvor ausdrücklich autorisiert worden war, brechen in dem Augenblick zusammen, als die Novizin Isabella um Gnade für ihren Bruder bittet. Angelo muss nun selbst erleben, dass er sexuelle Begierden hat, die Isabella gerade dadurch in ihm auslöst, dass sie in ihrer Keuschheit sowie Tugendhaftigkeit und Sittenstrenge eine weibliche Entsprechung oder ein weibliches alter ego für ihn verkörpert. Außerdem muss er feststellen, dass er sie nicht als Ehepartnerin begehrt, sondern eindeutig den Wunsch hegt, sie zu beschmutzen oder zu vergewaltigen. Obwohl er über diese teuflische Seite in sich erschrocken ist, hindert ihn dies nicht daran, die bedingungslose Hingabe Isabellas als Preis für das Leben ihres Bruders zu fordern.
Im Gegensatz zu Shakespeares literarischen Vorlagen bei Cintio und Whetstone ist Isabella in Measure for Measure keine ausgeglichene oder lebenskundige, reife Frau, sondern jung und unerfahren; sie wünscht sich sogar noch strengere Ordensregeln für den Konvent, in den sie eintreten will. Daher lehnt sie Angelos Ansinnen voller Entrüstung ab und hofft auf Claudios Zustimmung oder zumindest auf sein Verständnis für ihren Entschluss, den Wert ihrer eigenen Keuschheit über den seines Lebens zu stellen. Zugleich erklärt sie in diesem Zusammenhang durchaus glaubhaft, dass sie jederzeit bereit wäre, den Märtyrertod zu sterben, um das Leben ihres Bruders zu retten, wenngleich ihre leicht erotisch-masochistisch überzeichnete Versicherung Zweifel an ihrer Asexualität weckt. Zudem übersieht sie, dass Angelo ihr nicht nach dem Leben trachtet, sondern einzig ihren Körper begehrt. Als Claudio trotz seiner früheren Entschlossenheit, einen mannhaften Tod zu sterben, angesichts der sich nunmehr bietenden Möglichkeit der Rettung seines Lebens eine kreatürliche Todesangst zeigt, reagiert Isabella überzogen kühl und äußerst gefühllos.
Ein tragischer Ausgang des Geschehens scheint daher zunächst unvermeidbar; erst durch die Präsenz des als Mönch verkleideten Herzogs wird eine unwiderruflich tragische Entwicklung verhindert. Da der Zuschauer im Gegensatz zu den handelnden Figuren im Drama von Anfang an Kenntnis von der heimlichen Anwesenheit des als Mönch inkognito auftretenden Vincentio hat, gibt es das gesamte Stück hindurch für das Publikum von vornherein die Garantie eines glücklichen Ausgangs des Geschehens, in dem das Schlimmste vermieden wird.
Das Motiv des verkleideten Herrschers, in der Weltliteratur auch als Harun-al-Raschid-Motiv bekannt, war im englischen Drama zu Beginn des 17. Jahrhunderts sehr beliebt; wie in den verschiedenen disguised ruler plays etwa von John Marston oder Thomas Dekker, spricht auch Shakespeare damit ein Interesse seines zeitgenössischen Publikums an, dem sich die Frage stellte, wie der neue Herrscher James I. seine Regierungsverantwortung zukünftig ausüben würde.
Um sein Inkognito zur Rettung von Claudios Leben nicht aufgeben zu müssen, ist der Herzog gezwungen, zu dem Mittel des bed-trick zu greifen: So nimmt Angelos frühere Verlobte Mariana den Platz Isabellas bei dem nächtlichen Beisammensein ein. Vincentio bringt auf diese Weise Angelo in die gleiche Situation, für die dieser Claudio zum Tode verurteilt hat, da auch Angelo nun mit einer Frau schläft, der er zuvor die Ehe versprochen hatte.
Um Angelo mit seinen eigenen Waffen zu schlagen, nimmt Shakespeare bewusst verschiedene Unwahrscheinlichkeiten im Handlungsverlauf und der Charakterentwicklung in Kauf. Ähnlich wie in All's Well That Ends Well wird Angelo in einem raffiniert inszenierten Gerichtsverfahren zu der Erkenntnis seiner Schuld gebracht. Noch in Verkleidung setzt der Herzog ausgerechnet seinen Statthalter zum Richter in eigener Sache ein, der sich dadurch selbst überführt.
Schon der Titel des Stückes spielt auf die biblische Warnung im Matthäus-Evangelium (7.1-5) an, nicht zu richten, um nicht selbst gerichtet zu werden. Angelo muss jetzt erleben, dass er diese Warnung missachtet hat: Ihm droht nun der Tod als das Maß, das er selbst im Falle von Claudio zugrunde gelegt hat. Während Claudio zudem seine Verlobte tatsächlich liebte, suchte Angelo allein die sexuelle Befriedigung in seiner Beziehung zu Isabella, die er sogar zu vergewaltigen wünschte. Darüber hinaus gab er die Anweisung, Claudio zu töten, obwohl er sich in dem Glauben befand, mit Isabella geschlafen zu haben, und war danach nicht einmal willens, den zuvor getroffenen Pakt einzuhalten.
Nachdem er sich selbst in dem Gerichtsverfahren überführt hat, zeigt Angelo jedoch letztlich Einsicht genug, um für sich zweimal die Todesstrafe zu verlangen. Vincentio begnadigt ihn daraufhin zur Ehe mit Mariana unter der Voraussetzung, dass sowohl Mariana als auch Isabella Fürbitte für ihn leisten. Obwohl Isabella zu diesem Zeitpunkt noch davon ausgehen muss, dass Angelo ihren Bruder töten ließ, ringt sie sich dazu durch, sich für Angelo einzusetzen. Damit deutet sich ein Wandel in der Charakterzeichnung von Shakespeares Protagonistin an, der auch in ihrem öffentlichen Bekenntnis zu der Schande zum Ausdruck kommt, die sie zwar nicht tatsächlich auf sich geladen hat, die ihr in Zukunft aber angehängt werden könnte. Am Ende des Stückes bietet ihr der Herzog schließlich zur Versöhnung und Wiederherstellung einer gerechten Ordnung die Ehe an; da Isabella darauf jedoch nicht explizit antwortet, bleibt offen, ob sie dieses Angebot Vincentios annehmen wird.
Measure for Measure endet mit einer Vielzahl von Eheschließungen: Angelo heiratet Mariana und Vincento möglicherweise Isabella, Claudio geht die Ehe mit Juliet ein, und der Höfling Lucio wird mit der Prostituierten Kate Keepdown verheiratet. Diese Vervielfachung von Eheschließungen am Schluss ist von zahlreichen Interpreten des Werks immer wieder als eine Parodie Shakespeares auf das konventionelle Ende der Komödie als Gattung gedeutet worden. Vor allem die letzte Verheiratung wird in einer solchen Deutung als gattungssprengende Bestrafung verstanden, da der betroffene Lucio diese Eheschließung ausdrücklich für schlimmer als eine Auspeitschung oder Hinrichtung hält. Einer derartigen Interpretation zufolge rächt sich der Herzog Vincentio durch die aufgezwungene Ehe kleinmütig für Lucios fantasievolle Verleumdung seiner Person, gegen die er sich in seiner Verkleidung als Mönch nicht zur Wehr setzen konnte. Aus damaliger Sicht wäre dies allerdings eine äußerst milde Bestrafung für das Vergehen der Majestätsbeleidigung.
Während für Claudio und Juliet die Trauung eine offizielle Bestätigung ihrer Liebe zueinander auch in der Öffentlichkeit bedeutet, stellt die Eheschließung von Angelo und Mariana allenfalls die Möglichkeit eines Neubeginns dar und erinnert damit an das Ende von All's Well That Ends Well, das gleichermaßen mit dem Versuch einer Versöhnung und eines Neuanfangs schließt.
In seinem dramatischen Aufbau wird Measure for Measure durch einen Komplex von Themen strukturiert, in dem Fragen nach Sexualität, Recht und Gnade sowie Autorität und Macht miteinander verknüpft werden. In dieser Hinsicht zeigt sich eine thematische Verwandtschaft des Stückes mit The Merchant of Venice. Da in der damaligen Zeit die Gattungsgrenzen zwischen Drama und anderen öffentlichen Diskursen noch vergleichsweise offen waren, kann davon ausgegangen werden, dass sowohl das zeitgenössische Publikum als auch der königliche Hof entsprechende Aussagen des Stückes in ihrem Bezug auf die öffentlichen Diskussionen über diese Fragen gesehen haben.
In seiner Rolle als Herrscher inkognito verhindert Vincentio zwar potenziell desaströse Folgen der Trennung von Krone und Staat, ist jedoch gezwungen, im Rahmen des absolutistischen Herrschaftsmodells, zu dem sich auch James I. mit zunehmender Deutlichkeit bekannte, seine eigene Mitschuld am unheilvollen Verhalten des Volkes anzuerkennen. Die Gefahren, die das Staatswesen und die Gesellschaft in Vienna bedrohen, gehen dabei in erster Linie weniger von den Untertanen, sondern vielmehr von den Amts- und Machtträgern aus.
Die Deutung der Herrscherfigur in Measure for Measure fällt in der Shakespeare-Forschung teilweise auch auf diesem Hintergrund sehr unterschiedlich aus. So wird Vincentio in seiner Rolle als Herrscher nicht nur positiv interpretiert, sondern oftmals auch als Machtmensch im machiavellistischen Sinne verstanden, dem Machtmissbrauch, Intrigantentum, Sadismus und im Hinblick auf Isabella patriarchalischer Sexismus vorgeworfen werden.

## Datierung und Text

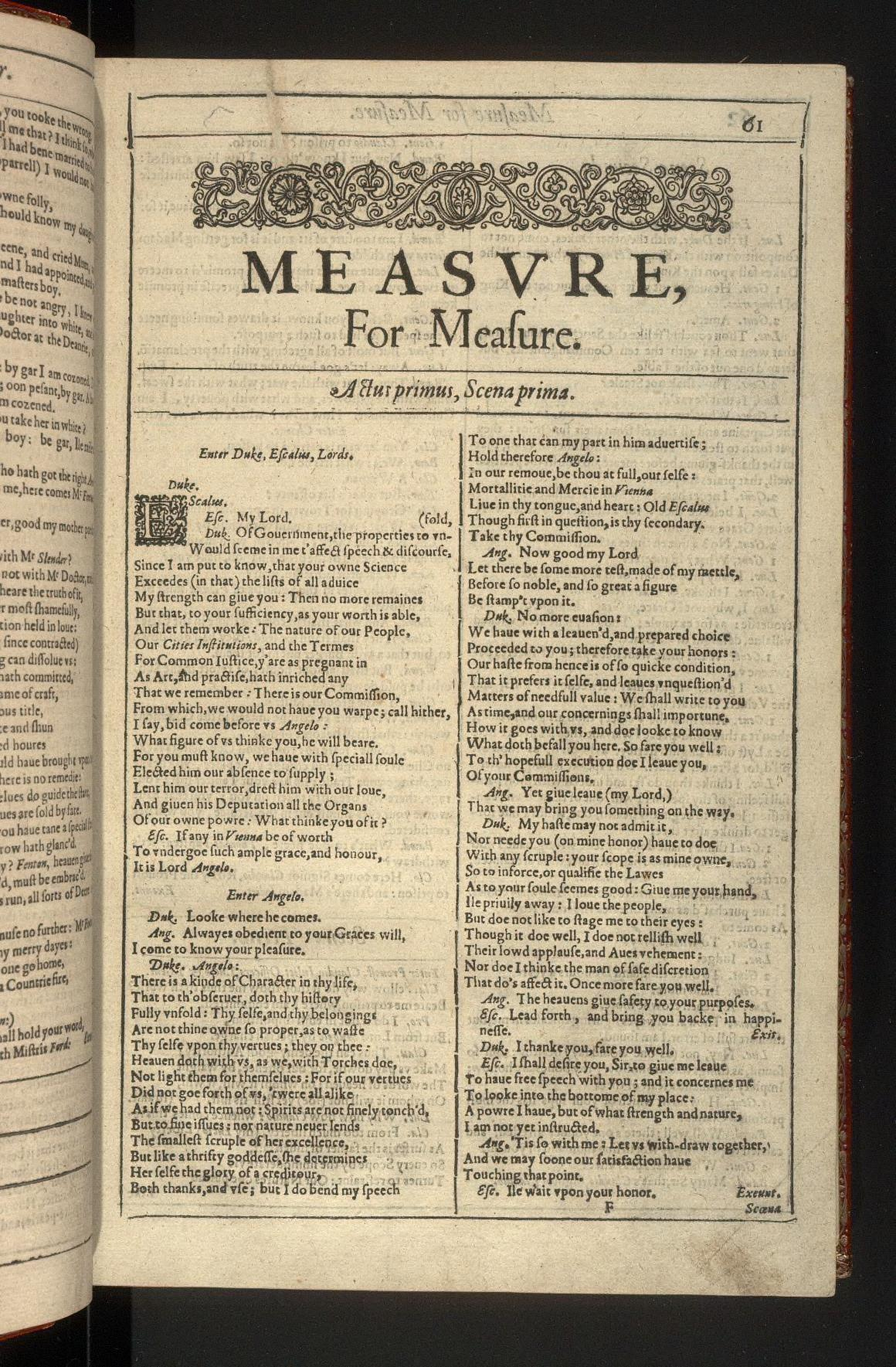
Measure for Measure, erste Folio-Ausgabe von 1623

Laut Eintragung im Rechnungsbuch des Master of the Revels ist die erste Aufführung eines Stückes mit dem Titel Mesur for Mesur von einem Dichter namens Shaxberd am Zweiten Weihnachtstag 1604 am Hofe Jakob I. in Whitehall durch His Majesty’s Players belegt, mithin durch eine Truppe, in der Shakespeare Teilhaber und Schauspieler war.
Wie andere Schauspiele, von denen eine Hofaufführung überliefert ist, wurde das Stück jedoch aller Wahrscheinlichkeit nach nicht speziell für diesen Zweck verfasst, sodass in der Shakespeare-Forschung allgemein angenommen wird, dass das Werk bereits 1603/04 entstanden ist.
Erhalten ist als früheste Textfassung von Measure for Measure nur ein Druck in der ersten Folio-Ausgabe von 1623. Lange Zeit war die Zuverlässigkeit dieser Druckausgabe umstritten; einige Stellen sind offensichtlich korrumpiert und die Frage nach eventuellen Kürzungen oder Umarbeitungen durch andere Autoren oder Bearbeiter lässt sich nur sehr schwer klären.
Einmütigkeit besteht weitgehend darin, dass die unmittelbare Vorlage für den Druck eine Abschrift des professionellen Schreibers Ralph Crane war, dessen Arbeit an Besonderheiten der Orthographie und Interpunktion zu erkennen ist. Es ist jedoch unklar, ob Crane die unkorrigierte Entwurfsfassung Shakespeares (sogenanntes foul paper oder rough copy) kopierte, oder ob seiner Abschrift eine revidierte und durch Eingriffe von fremder Hand veränderte Fassung des ursprünglichen Manuskriptes zugrunde lag. Der überwiegende Teil der neueren Herausgeber geht davon aus, dass eine rough copy Shakespeares die Vorlage für die Abschrift Cranes lieferte. Der größte Teil der Fehler und Unstimmigkeiten im überlieferten Text wie widersprüchliche Zeitangaben, unvollständige Bühnenanweisungen oder nicht korrigierte Doppelfassungen wird demnach auf typische Eigenarten von Shakespeares Entwurfsfassungen zurückgeführt.

## Rezeptionsgeschichte und Werkkritik
Measure for Measure, das in der viktorianischen Literaturkritik zunächst als dark comedy abgewertet wurde, ist seit dem Beginn des 20. Jahrhunderts unter dem Eindruck der sogenannten «Problemstücke» Ibsens oder Shaws von der jüngeren Shakespeare-Kritik zwar in einen neuen, das Verständnis fördernden Blickwinkel gestellt worden, ohne dass dabei jedoch die Differenzen in der Ausdeutung des Werkes verringert oder gar ein Konsens über den Sinngehalt des Stückes erzielt werden konnte.
Als herausragendes Paradigma für ein problem play gilt das Werk schon allein deshalb, weil sich bereits die Zuordnung zu einer spezifischen Gattung oder Werkgruppe als problematisch erweist. Einerseits wirkt das glückliche Ende in vielfacher Hinsicht zu gezwungen oder zu sehr den bloßen Konventionen des klassischen Komödienschlusses geschuldet, um das Stück tatsächlich zur Komödie zu machen. Vor allem die tragischen Wertekonflikte oder Ambivalenzen der Hauptcharaktere werden mit zu großer Eindringlichkeit dargeboten, als dass die spielerische Auflösung mit Hilfe des listigen deus-ex-machina-Eingreifens des verkleideten Herzogs letztlich zu überzeugen vermag. Andererseits ist das Stück jedoch ebenso wenig als reine Tragödie zu begreifen aufgrund des breiten Spektrums unterschiedlicher Stilmomente, die im schnellen Wechsel neben sakralen Debatten über Sünde und Sühne oder Gerechtigkeit und Gnade gleichermaßen eine Fülle grotesker Bordell- und Gefängnisszenen einschließen.
Strittig ist dementsprechend in der Deutungsgeschichte insbesondere die Einschätzung, ob das Verhalten der Hauptcharaktere, so vor allem des Herzogs und der Protagonistin Isabella, positiv zu verstehen oder aber zu verurteilen ist. Ebenso gehen in der Werkanalyse die Ansichten darüber auseinander, ob die verschiedenen Elemente des Stückes insgesamt überhaupt eine dramatische Einheit bilden. So gehen verschiedene Interpreten nach wie vor davon aus, dass dieses Werk als Ganzes in eine erste Hälfte mit Debatten und Reflexionen und eine zweite handlungsdominierte Hälfte zerfällt. Ebenso wenig konnte bislang Einigkeit darüber erzielt werden, ob das Stück in seiner Gesamtaussage eine Allegorie christlicher Glaubensgrundsätze über Schuld und Gnade oder jedoch eine pessimistische Ablehnung der christlichen Heilslehre darstellt.
Weitgehende Einhelligkeit besteht in der gegenwärtigen Kritik einzig in der Einschätzung, dass dieses Stück ein zugleich relevantes wie auch faszinierendes Werk sei, das seine Rezipienten immer wieder zu einer erneuten Auseinandersetzung herausfordere.
Bis zum Ende des 19. Jahrhunderts wurde das Werk demgegenüber in der Shakespeare-Forschung überwiegend ignoriert oder zumindest stark vernachlässigt, da es auf einen Großteil der Kritiker in der Ausgestaltung seiner Charaktere und thematischen Aspekte befremdlich wirkte.
Spätestens ab Mitte des 20. Jahrhunderts begann jedoch eine ähnlich intensive Auseinandersetzung mit dem Werk, wie sie zuvor nur bei den Großen Tragödien Shakespeares, etwa bei Hamlet, Othello, König Lear und Macbeth, zu beobachten war. Während die Wertung des renommierten englischen Literaturwissenschaftlers F. R. Leavis aus dem Jahre 1942, das Stück gehöre zu den „allergrößten Werken im Shakespeare-Kanon“ lange Zeit als „krasse Außenseitermeinung“ galt, wird dieses Urteil inzwischen von nahezu allen heutigen Shakespeare-Interpreten geteilt.
So wird in der jüngeren Rezeptionsgeschichte des Werkes nunmehr eine radikale Neubewertung oder Wiederentdeckung des ursprünglichen Stellenwertes gefordert, wobei die Fülle von Interpretationsbeiträgen ständig anwächst und mittlerweile kaum mehr zu überblicken ist. Dieses verstärkte neuerliche Interesse an Measure for Measure in der aktuellen Diskussion hat dennoch nach Einschätzung des bekannten deutschen Shakespeare-Forschers Ulrich Suerbaum bislang nur in vergleichsweise geringem Umfang zu einem tieferen Verständnis des Werkes geführt.
Rückblickend betrachtet, stand die zu Beginn des 20. Jahrhunderts in der Shakespeare-Interpretation vorherrschende Methode der Charakteranalyse bei diesem Stück von Anfang an vor großen Problemen, da Measure for Measure, falls überhaupt, nur sehr eingeschränkt über eine psychologische Ausdeutung der handelnden Charaktere zu erschließen ist. Alle drei Hauptfiguren bleiben als Charaktere letztlich rätselhaft, da Shakespeare in seinem Werk nur sehr lückenhafte charakterbezogene Informationen liefert. Der Herzog tritt trotz der langen Rolle, die er innehat, zumeist nur verkleidet, nicht jedoch in seiner eigentlichen Rolle auf. Darüber hinaus gibt auch Isabella in dem Stück nur wenig über sich selbst preis: Die in anderen Werken übliche Selbstdarstellung der Hauptfiguren in Form eines dramatischen Monolog fehlt hier gänzlich. Auch die Aussagen über die Motive oder Intentionen der anderen Charaktere sind entweder recht dürftig oder sogar unzuverlässig, wie etwa Lucios abstruse Anschuldigungen dem Herzog gegenüber.
Zudem zeigen sich tatsächliche oder scheinbare Widersprüche zwischen der allgemeinen Charakterzeichnung und dem jeweiligen spezifischen Auftreten der Figuren in bestimmten Situationen. Beispielsweise ist kaum nachvollziehbar, warum der Herzog, der als edle Gestalt angelegt ist, die Wiederherstellung der korrupten oder desolaten Ordnung in seinem Staatswesen auf eine andere Figur überträgt und zudem den Anstoß für die anstößige Intrige des bed-tricks gibt. Ebenso wenig plausibel ist Isabellas hartes oder rücksichtsloses Verhalten in der Gefängnisszene ihrem Bruder gegenüber. Auch die unvermittelte Wandlung des anfangs als tugendhaft und prinzipientreu dargestellten Angelo ist aus psychologischer Sicht kaum schlüssig. Die in dieser Hinsicht vorliegenden Versuche einer erläuternden Deutung oder Rechtfertigung des Verhaltens der Hauptfiguren beziehen sich zumeist auf eine sehr schmale Textbasis und sind demgemäß als Ganze nur wenig überzeugend.
In den mittleren Jahrzehnten des 20. Jahrhunderts wurde daher in der Werkinterpretation als Alternative zum charakteranalytischen Ansatz verstärkt der Weg einer thematischen Ausdeutung gewählt. Als erster maßgeblicher Vertreter einer solchen Erschließung des Werkes forderte George Wison Knight bereits 1930 in seinem berühmten Interpretationsband über Shakespeares dunkle Tragödien The Wheel of Fire eine Verlagerung der Deutung von der Verhaltensweise der Figuren auf die zentrale Thematik des Werkes, die er in Measure for Measure im Wesentlichen in dem Verhältnis zwischen der moralischen Natur des Menschen und der Ungeschliffenheit der menschlichen Gerechtigkeit sah.
In den rezeptionsgeschichtlich nachfolgenden Interpretationen wurden bei der Bestimmung der zentralen Thematik des Stückes verstärkt Konzepte wie das der Vergebung oder der Sexualität und Herrschaft in den Vordergrund gerückt. In der weiteren Deutungsgeschichte wurde anschließend dieses Spektrum der relevanten Themen weiter aufgefächert. Obwohl der Ansatz einer thematischen Erschließung sich für Measure for Measure grundsätzlich als durchaus ertragreich erwiesen hat und dazu beitragen konnte, bislang unverständliche Momente nunmehr erläuterbar zu machen, steht dennoch eine schlüssige Gesamtdeutung des Werkes aus.
Nach Einschätzung von Ulrich Suerbaum hat die bisherige Entwicklung in der Deutungsgeschichte sogar eher dazu geführt, dass dieses Shakespeare-Drama zunehmend „von einem für die Rezeption problematischen Stück zu einem Stück über Probleme“ umgedeutet worden ist.
In der neueren Diskussion wird dementsprechend trotz der Fortschritte in der thematischen Ausdeutung die eingeschränkte Eignung dieses Ansatzes für eine stimmige Gesamtanalyse des Werkes hervorgehoben. Einerseits haben zahlreiche Interpreten in dieser Ausrichtung vornehmlich ihre eigenen Themen oder ihre eigene Terminologie an das Stück herangetragen, ohne sich auf die dort vorhandenen Begriffe oder Konzepte zu stützen. Andererseits berücksichtigt ein solcher themenbezogener Deutungsansatz die spezifische dramatische Gestaltungsform des Werkes nur bedingt oder überhaupt nicht: Die Figuren des Stückes werden hier weniger als eigenständige Akteure und Handlungsträger begriffen, sondern vielmehr als bloße Vertreter bestimmter Auffassungen oder Sichtweisen gesehen.
So geht es Suerbaum zufolge in Measure for Measure beispielsweise nicht einfach nur um Gerechtigkeit und Gnade, sondern um grundsätzliche Handlungsmöglichkeiten des Menschen, dessen individuelle Freiheit zu handeln durch Gesetze eingeschränkt wird. Ein freier Handlungsspielraum aufgrund des selbstbestimmten Willens und selbstgesetzter Ziele besteht allein dort, wo gesetzliche Regelungen nicht existieren oder aber inaktiv sind. So tendiert der Mensch, wie Measure for Measure zeigt, dazu, von Natur aus die zugestandenen Freiräume in Richtung auf Zügellosigkeit (license) oder Laster (vice) auszuschöpfen, insbesondere im Bereich der Sexualität, die in Shakespeares Werk als Paradigma sowohl für die Problematik des freien Handelns als auch der gesetzlichen Reglementierung angesehen werden kann. Die Fragen, die sich im Verlauf des Stückes stellen, zielen darauf, inwieweit der Staat oder der Herrscher in die Handlungsfreiheit seiner Bürger oder Untertanen eingreifen muss, damit diese nicht in Zügellosigkeit oder Willkür ausartet. Dies impliziert die Problematik des Verhältnisses von staatlicher Eingrenzung der Freiheit (restraint) und eigener Selbstdisziplinierung des Individuums. Ebenso verbunden ist damit die Frage, inwiefern der Herrscher, dem die Aufgabe der gesetzlichen Reglementierung und Bestrafung zufällt, selbst in seinem Handeln frei ist oder aber gleichermaßen genau jener Einschränkung unterliegt.
Ebendiese Fragestellungen werden in dem Stück dramatisch problematisiert, indem alle Hauptfiguren mit alternativen Herausforderungen oder Aufgaben konfrontiert werden, die im Gegensatz zu ihrer bisherigen Lebensrolle stehen. In dieser Hinsicht lassen sich die ersten Szenen des Stückes als Lernspiele verstehen, in denen sich die Protagonisten diskutierend, reflektierend oder übend mit ihren neuen Handlungsrollen befassen, die sie in ihren jeweiligen Aktionen teils tatsächlich ausführen, teils nur in der Imagination realisieren.
Zudem sind die umfangreichen Debatten oder Diskussionen, die von den Themeninterpretationen zumeist als Belege für ihre jeweiligen Deutungen herangezogen werden, dramatische Handlungen, zum einen Teil in der Form realer, zum anderen Teil auch imaginäre Aktionen. Dementsprechend lassen sich beispielsweise in der Bittstellungsszene (II,2), in der Isabella sich für ihren Bruder einsetzt, drei unterschiedliche Handlungsebenen unterscheiden. Zunächst geht es in dem rationalen, anfangs kühlen Diskurs um das Für und Wider einer Begnadigung; auf einer zweiten Ebene bedrängen Isabella und Angelo einander, indem sie dem Kontrahenten jeweils vorspielen, auf welche Weise sie sich in der Rolle oder Position des anderen verhalten würden. Auf einer dritten Ebene figurieren abstrakte Konzepte wie faults, mercy, the law, authority und modesty, die in dem Dialog als handelnde Personen präsentiert oder symbolisiert werden.
Nach der Phase der Themeninterpretationen des Werkes hat es in der literaturwissenschaftlich Auseinandersetzung mit dem Stück keine weitere Entwicklung eines dominierenden oder geschlossenen Ansatzes einer Gesamtdeutung gegeben. Überwiegend wird in den unterschiedlichen Deutungen und Analysen in der Kritik der letzten Jahrzehnte die Ansicht vertreten, Shakespeare habe Measure for Measure bewusst in einer komplexen, keinesfalls eindeutigen Struktur gestaltet, sodass dieses Stück weder ein Rätsel mit einer darin verborgenen Lösung enthalte, noch ein Experiment mit einem klaren Ergebnis oder eine Parabel zur Veranschaulichung oder dramatischen Präsentation einer bestimmten Sichtweise oder Auffassung darstelle. Stattdessen wird die Offenheit und Komplexität des Werkes herausgestellt, das Fragen aufwerfe, die mehrdeutig beantwortet würden, und Positionen gegenüberstelle, so etwa die Angelos und Isabellas, die sich als inkompatibel und unvertretbar erweisen würden. Gleichermaßen bringe Shakespeare Figuren auf die Bühne, denen die Rezipienten weder mit ungeschmälerter Sympathie noch mit voller Ablehnung oder Distanzierung begegnen könnten.
Trotz dieser jüngeren literaturkritischen Versuche, die Offenheit und Komplexität der verschiedenartigen Teilaussagen des Stückes in den Vordergrund zu rücken, hat die gegenwärtige Shakespeare-Kritik dessen ungeachtet nach wie vor ihre Probleme, ein angemessenes Werkverständnis zu entwickeln und mehr als nur Teilstrukturen zu erfassen.
Bühnengeschichtlich ist Measure for Measure im Gegensatz zu der kontroversen Rezeption in der Literaturwissenschaft und Kritik kaum als schwer spielbar oder anpassungsbedürftig angesehen worden; allerdings ist das Stück erst im 20. Jahrhundert erneut auf größeres Interesse beim Theaterpublikum gestoßen.
Vor der Restaurationszeit sind außer der oben erwähnten Hofaufführung keine weiteren Aufführungen nachweisbar; 1662 wurde dann eine Adaption von William Davenant als The Law against Lovers mit unverkennbar komischen Zügen gespielt. In Davenants Umarbeitung wird Isabella von Angelo nur auf die Probe gestellt und am Ende von ihm geheiratet. Zusätzlich wird das Liebespaar Beatrice und Benedikt aus Much Ado About Nothing in seine Fassung eingebaut, um die Gattungsmerkmale der Komödie zu verstärken.
Um 1700 gestaltete Charles Gildon mit Measure for Measure, Beauty the Best Advocate eine Version, die dem Original wieder näher kam. Ab 1720 setzte sich theatergeschichtlich dann eine Rückkehr zu Shakespeares Originalfassung durch; in den Aufführungen 1930 und 1933 von Thomas Guthrie und der vielgepriesenen Inszenierung von Peter Brook 1950 wurden vor allem die aktuellen Bezüge des Werkes hervorgehoben. Während in den Aufführungen bis über den Zweiten Weltkrieg hinaus Vincentio und Isabella als Idealfiguren präsentiert wurden, sind in späteren Inszenierungen beispielsweise von Jonathan Miller oder Charles Marowitz zugleich die politischen und sozialen Implikationen der Handlung betont worden. In einer Aufführung durch die Royal Shakespeare Company 1991 inszenierte Trevor Nunn Measure for Measure im Stile Ibsens und deutete Angelo als eine Studie sexueller Repression. Das männliche Selbstverständnis wurde ebenso bereits in einer Aufführung durch die Royal Shakespeare Company 1983/84 hinterfragt.
Ins Deutsche wurde der Text erstmals von Christoph Martin Wieland 1762–66 übersetzt; weitere Übersetzungen folgten 1777 von Friedrich Ludwig Schröder sowie im Rahmen der Schlegel-Tieck-Ausgabe (1839/40). 1836 entstand als erste musikalische Adaption die komische Oper Das Liebesverbot von Richard Wagner auf Grundlage von Shakespeares Measure for Measure. Bertolt Brecht verwendete 1936 den Handlungskern des Shakespeareschen Stückes in Die Rundköpfe und die Spitzköpfe, einem Drama über den Konflikt von Arm und Reich.
Seit der Zeit nach dem Zweiten Weltkrieg zählt Maß für Maß zu den meistgespielten Shakespeare-Dramen in Deutschland, wobei das Spiel zunächst als ein Mysterienspiel der Gnade inszeniert wurde, während in späteren Aufführungen der Erfahrungsprozess der Hauptfiguren und die Gefahren der Macht im Vordergrund standen. Peter Zadeks bildstürmerische Inszenierung in Bremen 1967 steigerte diese Kritik an der Macht zu einer Provokation.
Die Attraktivität und der Reiz von Measure for Measure für die moderne Bühne liegen insbesondere in der theatralischen Vieldeutigkeit und den verschiedenartigsten Darstellungsmöglichkeiten, die das Werk für eine Inszenierung bietet, ohne den Text gegen den Strich bürsten zu müssen.
In dieser Hinsicht war beispielsweise der Herzog Vincentio in Brooks erster Inszenierung eine weise, gütige, gleichsam gottähnliche Figur, wohingegen Zadek den Herzog als bösen, seine Macht missbrauchenden Charakter auf die Bühne brachte, der mit den Menschen spielt. Adrian Noble dagegen zeigte Vincentio in seiner Inszenierung als autokratischen, aber aufgeklärten Herrscher, der im 18. Jahrhundert in Wien regiert.

## Textausgaben
Englisch
- J. W. Lever (Hrsg.): William Shakespeare: Measure for Measure. The Arden Shakespeare. Methuen, London 1965, ISBN 978-1-9034-3644-8
- N. W. Bawcutt (Hrsg.): William Shakespeare: Measure for Measure. Oxford Shakespeare. Oxford University Press, Oxford 1991, ISBN 978-0199535842
- Brian Gibbons (Hrsg.): William Shakespeare: Measure for Measure. The New Cambridge Shakespeare. Cambridge University Press, Cambridge 2006, ISBN 978-0-521-67078-4

Deutsch
- Walter Naef und Peter Halter (Hrsg.): William Shakespeare: Measure for Measure. Englisch-Deutsche Studienausgabe. Stauffenburg, Tübingen 1977, ISBN 3-86057-546-5
- Frank Günther (Hrsg.): William Shakespeare: Maß für Maß. Deutscher Taschenbuch Verlag, München 2000, ISBN 978-3423127523